# Круглые Полянки
Круглые Полянки — деревня в Уржумском районе Кировской области в составе Петровского сельского поселения.

## География
Находится недалеко от правого берега реки Вятка на расстоянии примерно 24 километра на север от районного центра города Уржум.

## История
Известна с 1748 года, когда здесь было учтено 92 души мужского пола. С 1748 92 души. В 1873 году учтено дворов 32 и жителей 333, в 1905 73 и 420, в 1926 97 и 497, в 1950 76 и 223, в 1989 95 жителей.

## Население
Постоянное население составляло 86 человек (русские 98 %) в 2002 году, 62 в 2010.